# Capito quinticolor
Capito quinticolor, conhecida como capitão-de-cinco-cores ou capitão-multicolor é uma espécie de ave piciforme da família Capitonidae. Pode ser encontrada na Colômbia e Equador. Está em perigo devido a perda de habitat.